# Saint-Evroult-de-Montfort
Saint-Evroult-de-Montfort és un municipi francès situat al departament de l'Orne i a la regió de Normandia. L'any 2007 tenia 310 habitants.

## Demografia

### Població
El 2007 la població de fet de Saint-Evroult-de-Montfort era de 310 persones. Hi havia 128 famílies de les quals 32 eren unipersonals (24 homes vivint sols i 8 dones vivint soles), 52 parelles sense fills i 44 parelles amb fills.
La població ha evolucionat segons el següent gràfic:
Habitants censats

### Habitatges
El 2007 hi havia 202 habitatges, 130 eren l'habitatge principal de la família, 62 eren segones residències i 10 estaven desocupats. 197 eren cases i 2 eren apartaments. Dels 130 habitatges principals, 111 estaven ocupats pels seus propietaris, 16 estaven llogats i ocupats pels llogaters i 3 estaven cedits a títol gratuït; 4 tenien una cambra, 5 en tenien dues, 29 en tenien tres, 37 en tenien quatre i 55 en tenien cinc o més. 99 habitatges disposaven pel capbaix d'una plaça de pàrquing. A 62 habitatges hi havia un automòbil i a 62 n'hi havia dos o més.

### Piràmide de població
La piràmide de població per edats i sexe el 2009 era:
| Homes | Edats   | Dones |
| ----- | ------- | ----- |
| 0     | 95 o +  | 0     |
| 0     | 90 a 94 | 0     |
| 0     | 85 a 89 | 0     |
| 8     | 80 a 84 | 4     |
| 8     | 75 a 79 | 0     |
| 0     | 70 a 74 | 12    |
| 12    | 65 a 69 | 4     |
| 4     | 60 a 64 | 16    |
| 4     | 55 a 59 | 4     |
| 16    | 50 a 54 | 0     |
| 8     | 45 a 49 | 24    |
| 8     | 40 a 44 | 4     |
| 12    | 35 a 39 | 4     |
| 16    | 30 a 34 | 12    |
| 20    | 25 a 29 | 20    |
| 8     | 20 a 24 | 8     |
| 0     | 15 a 19 | 4     |
| 20    | 10 a 14 | 8     |
| 24    | 5 a 9   | 4     |
| 8     | 0 a 4   | 16    |

## Economia
El 2007 la població en edat de treballar era de 219 persones, 152 eren actives i 67 eren inactives. De les 152 persones actives 141 estaven ocupades (74 homes i 67 dones) i 11 estaven aturades (5 homes i 6 dones). De les 67 persones inactives 30 estaven jubilades, 15 estaven estudiant i 22 estaven classificades com a «altres inactius».

### Ingressos
El 2009 a Saint-Evroult-de-Montfort hi havia 139 unitats fiscals que integraven 322,5 persones, la mediana anual d'ingressos fiscals per persona era de 16.412 €.

### Activitats econòmiques
Dels 7 establiments que hi havia el 2007, 3 eren d'empreses de construcció, 1 d'una empresa de transport, 1 d'una empresa d'hostatgeria i restauració i 2 d'empreses classificades com a «altres activitats de serveis».
Dels 4 establiments de servei als particulars que hi havia el 2009, 1 era un guixaire pintor, 1 fusteria, 1 electricista i 1 perruqueria.
L'any 2000 a Saint-Evroult-de-Montfort hi havia 32 explotacions agrícoles que ocupaven un total de 1.184 hectàrees.

## Equipaments sanitaris i escolars
El 2009 hi havia una escola elemental.

## Poblacions més properes
El següent diagrama mostra les poblacions més properes.